# Sean Gourley
Pour les articles homonymes, voir Gourley.
Sean Gourley est un guitariste et chanteur de jazz franco-américain.

## Biographie
Fils du guitariste Jimmy Gourley, il est coleader et joue avec des artistes issus du jazz et d'autres domaines musicaux, comme Sanseverino, Madeleine Peyroux, Jil Caplan, Alain Jean-Marie, Barney Wilen, Eddy Louiss, René Urtreger, Jimmy Gourley, Stéphanie Crawford, Manda Djinn, Anne Ducros, Onzy Mathews, Turk Mauro, Steve Potts, Rhoda Scott, Stefan Patry, Dominique Lemerle, Russell Malone, Philippe Combelle, Gilles Naturel, Luigi Trussardi, Olivier Temime...

## Discographie
- 2004: Sean & Jimmy Gourley - Straight Ahead Express (Elabeth)
- 2001: Sanseverino - Le Tango Des Gens  (CH+)
- 1997: Jil Caplan - A Tribute To Antônio Carlos Jobim (XIII Bis)
- 1997: Manda Djinn - Back To Jazz (Md3)
- 1996: Stefan Patry Trio - Bam Bam Bam (Night & Day)